# 愛・革命
「愛・革命」（あい・かくめい）は、滝沢秀明のソロデビュー・シングル。2009年1月7日発売。発売元はavex trax。

## 解説
タッキー&翼の滝沢秀明によるソロデビュー作。これまで、デビューアルバムからソロ曲は発表されてきたが、ソロ名義によるCD作品は本作が初となる。また、ジャニーズ所属14年目にして、正式なソロ歌手デビューとなる。また、発売元はタッキー&翼が所属していることから、avex traxとなっている。
通常盤Aのほか、初回盤、収録内容の異なる通常盤Bの計3形態で発売された。初回盤は、PVを収録したDVDを付属、通常盤Bはオリジナル・カラオケなどを含めたボーナストラックが追加されている。
通常盤B収録の『Home Party!!』には、関ジャニ∞の横山裕と村上信五、山下智久が参加している。
オリコンシングルチャートでは初登場1位を獲得。グループからのソロデビュー作による同チャート初登場1位は、2006年の堂本光一（KinKi Kids）の、『Deep in your heart／+MILLION but -LOVE』以来（本人名義の作品のみ）。

## 収録曲

### 通常盤A・初回盤収録曲
1. 愛・革命
（作詞:滝沢秀明　作曲:滝沢秀明 / Mark Davis / Johan Fransson / Tim Larsson / Niklas Edberger / Tobias Lundgren　編曲:CHOKKAKU）
自身が主演する舞台『新春 滝沢革命』テーマ曲。作詞は本人、作曲は本人とMark Davis（馬飼野康二）らによる共作による。また、イントロ後には実際に長いセリフが収録されている。本来セリフの収録は無かったものの、ジャニーズ事務所の社長であるジャニー喜多川の助言により、最終的に自身によるセリフを収録して発表した[1]。
2. WITH LOVE
（作詞・作曲:滝沢秀明　編曲:CHOKKAKU）

### 通常盤B収録曲
1. 愛・革命
（作詞:滝沢秀明　作曲:滝沢秀明 / Mark Davis / Johan Fransson / Tim Larsson / Niklas Edberger / Tobias Lundgren　編曲:CHOKKAKU）
2. WITH LOVE
（作詞・作曲:滝沢秀明　編曲:CHOKKAKU）
3. Home Party!!
（作詞・作曲:滝沢秀明　編曲:加藤裕介）
4. 愛・革命 (karaoke)
（作曲:滝沢秀明 / Mark Davis / Johan Fransson / Tim Larsson / Niklas Edberger / Tobias Lundgren）
5. WITH LOVE (karaoke)
（作曲:滝沢秀明）
6. Home Party!! (karaoke)
（作曲:滝沢秀明）